# وقفة الأرثوذكسي

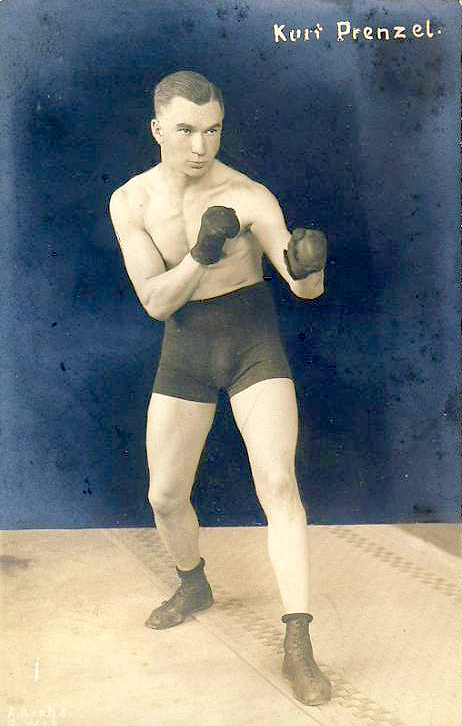
كورت برينزل، ملاكم من عشرينيات القرن الماضي، يظهر الموقف الأرثوذكسي بيده اليسرى والقدم اليسرى في المقدمة

في الرياضات القتالية مثل الملاكمة، وقفة الأرثوذكسي (بالإنجليزية: Orthodox stance)‏ هو الموقف الذي يضع فيه الملاكم قدمه اليسرى بعيدًا أمام القدم اليمنى، وبالتالي يكون جانبه الأضعف أقرب إلى الخصم. نظرًا لأنه يفضل الجانب الأقوى المهيمن (غالبًا الجانب الأيمن)، فإن الموقف الأرثوذكسي هو الموقف الأكثر شيوعًا في الملاكمة والفنون القتالية المختلطة. يتم استخدامه في الغالب من قبل الملاكمين الذين ستخدمون اليد اليمنى. قاتل العديد من أبطال الملاكمة في وقفة الأرثوذكسي.

## وصلات خارجية
- "Deciding between orthodox or southpaw". expertboxing.com. 23 ديسمبر 2009. مؤرشف من الأصل في 2022-10-31. اطلع عليه بتاريخ 2012-12-19. (بالإنجليزية)
- "Southpaws". coxcorner.com. مؤرشف من الأصل في 2023-01-31. اطلع عليه بتاريخ 2012-12-19. (بالإنجليزية)
- "Boxing basics". learnhowtobox.com. مؤرشف من الأصل في 2013-02-09. اطلع عليه بتاريخ 2013-01-11. (بالإنجليزية)
- "Stands and on guard". myboxingcoach.com. 26 يناير 2010. مؤرشف من الأصل في 2022-10-31. اطلع عليه بتاريخ 2012-12-20. (بالإنجليزية)
- "What is southpaw in boxing". innovateus.net. مؤرشف من الأصل في 2015-08-11. اطلع عليه بتاريخ 2012-12-20. (بالإنجليزية)